# Apistogrammoides pucallpaensis
Apistogrammoides pucallpaensis és una espècie de peix de la família dels cíclids i de l'ordre dels perciformes.

## Morfologia
- Els mascles poden assolir 2,7 cm de longitud total i les femelles 2,28.[3][4]

## Reproducció
Els ous són dipositats en els sostres de cavitats o coves i protegits per la femella.

## Hàbitat
Viu en zones de clima tropical entre 23 °C - 30 °C de temperatura.

## Distribució geogràfica
Es troba a Sud-amèrica: conca del riu Amazones.